# Strašilky
Strašilky (Phasmatodea) jsou řád tropického hmyzu bizarního zjevu. Mohou vypadat jako větvička, list nebo třeba kus kůry a dokonale tak splývat s prostředím. Jedná se o výlučně býložravý hmyz.

## Rozšíření
Vyskytují se ve všech tropických a subtropických oblastech, převážně ve vlhčích lesních biomech. Nejvíce druhů žije v jihovýchodní Asii a Malajsii (Indomalajská oblast). Některé druhy osídlily i teplejší části mírného pásu, hlavně na jižní polokouli. Například některé druhy, zavlečené z Nového Zélandu, dokáží přežívat v jihozápadní Anglii. V Evropě jsou původní druhy pakobylek Bacillus rossius a Clonopsis gallica, které žijí ve Středozemí.
Od jara 2025 se může veřejnost v Zoo Praha seznámit se zástupci druhu Dryococelus australis (strašilka humří) považovaným za nejvzácnější druh nejen mezi strašilkami, ale mezi všemi zástupci hmyzu - celosvětová volně žijící populace strašilek humřích dorůstajících délky těla až 20 cm obývá totiž pouze jeden neobydlený ostrůvek v Tasmanově moři jménem Ballova pyramida.

## Morfologie
Většina strašilek je větších než 5 cm, ale najdou se i druhy, které dorůstají až do velikostí větších než 25 cm, výjimečně i přes 60 cm (Phryganistria chinensis). Mnoho druhů strašilek ztratilo schopnost létat, jejich křídla jsou zkrácená či zcela zakrnělá. Většinou mohou létat samci a samice nikoliv, ale u některých druhů létají obě pohlaví. Naproti tomu existují i druhy s letuschopnými samicemi. Strašilky jsou morfologicky velmi variabilní. Dají se rozdělit do tří typů: typ hůlkovitý nebo větévkovitý, často neobyčejně úzký, štíhlý a dlouhonohý - tyto typy označujeme obecně jako pakobylky, druhý typ je kratší a robustnější, přičemž tělo je pokryto trny nebo jinými výrůstky, někdy i neobvykle velikými a mohutnými, tyto typy se označují jako strašilky v užším slova smyslu, třetí typ připomíná jak zbarvením, tak i tvarem list, přičemž celek je neobyčejně mimetický — takové druhy obecně označujeme jako lupenitky. České označení „lupenitky“ se kryje s taxonomickým, tedy označuje přesně danou čeleď Phylliidae, respektive podčeleď Phylliinae (podle použitého systému). Naproti tomu označení „pakobylka“ a „strašilka“ (v užším smyslu) se vůbec nekryje s taxonomickým systémem, ale popisuje pouze vzhled (navíc názor na to, co je ještě strašilka a co už pakobylka se může subjektivně různit).

## Ochranné mechanismy

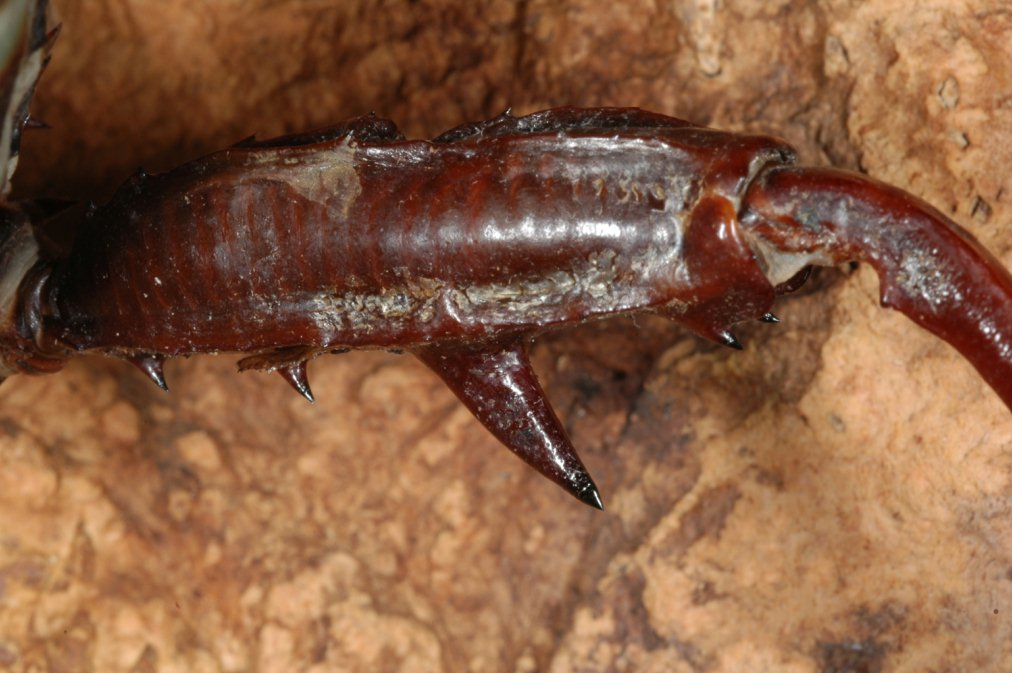
Otrněná zadní noha samce strašilky rodu Eurycantha

Prvotním ochranným mechanismem strašilek je jejich kryptické zbarvení a tvar těla, díky kterému splývají s prostředím, v němž žijí. Tento efekt často ještě umocňují svým chováním. Většina druhů pakobylek (vypadají jako větvičky) přikládá přední nohy k sobě natažené v ose těla, čímž opticky prodlouží „větvičku“, za kterou se vydávají. Mnoho druhů strašilek se při pohybu pohupuje a napodobuje tak větvičku nebo list ve větru. Čerstvě vylíhlé nymfy některých druhů (například Extatosoma tiaratum) se podobají vzhledem i způsobem chůze mravencům, starší nymfy i dospělci této strašilky připomínají zase štíry (svým zvednutým zatočeným zadečkem). Obojí může mít efekt na odrazení nepřátel. Když už přece jen dojde k napadení, strašilky mají v záloze další mechanismy. Nejjednodušší je prostě spadnout z větve dolů, nebo, v případě okřídlených druhů, odletět. Mnoho okřídlených druhů může ještě před startem odhalit pestrou kresbu na druhém páru křídel, čímž predátora poleká (Necroscia annulipes). Zajímavou zbraní strašilek je takzvané kousání zadníma nohama. Dělají to například strašilky Heteropteryx dilata, Extatosoma tiaratum nebo rod Eurycantha. Tyto strašilky mají zadní nohy porostlé trny a při napadení se nepřítele snaží sevřít mezi stehno a holeň. Samci druhů Eurycantha calcarata nebo Eurycantha horrida mohou tímto způsobem dokonce poranit prst člověka až do krve. Některé druhy strašilek mohou zase vypouštět páchnoucí sekret nebo jej dokonce vystřikovat na nepřítele (Peruphasma schultei, Pseudophasma spp.,...).

## Rozmnožování

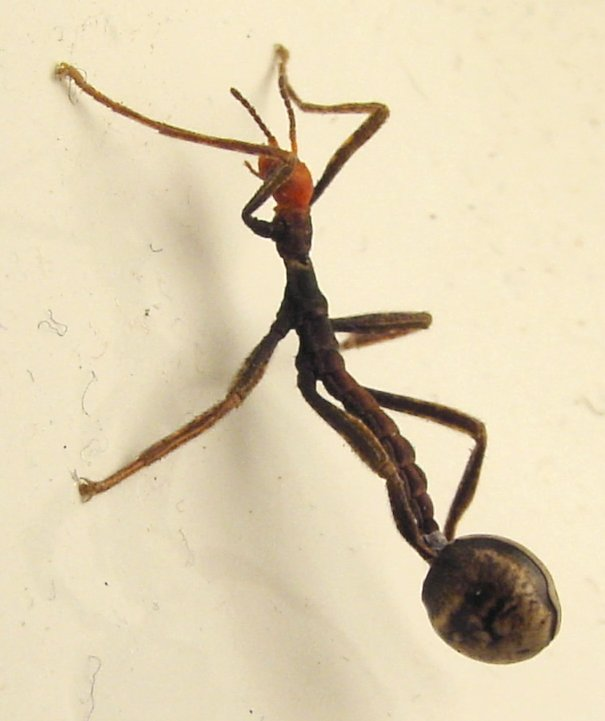
Extatosoma tiaratum krátce po vylíhnutí z vajíčka velmi připomíná mravence rodu Leptomyrmex. Říká se tomu myrmekomorfie.

Mnoho druhů strašilek je schopno nepohlavního rozmnožování, takzvané partenogeneze. V partenogenetické populaci se nevyskytují samci; samice jen kladou neoplozená vajíčka, ze kterých se líhnou zase jen samice. U některých druhů se samci téměř nevyskytují, některé druhy vytvářejí partenogenetické i normální bisexuální populace (například v závislosti na klimatu) a některé druhy jsou vždy bisexuální. Oplozené samice většinou snášejí více vajíček a i líhnivost bývá o něco vyšší.
Vajíčka strašilek připomínají semínka rostlin. Na svrchním pólu vajíčka se nachází víčko (operculum), kterým se později líhne nymfa. Samice je nejčastěji jednoduše pouštějí na zem, některé druhy (Extatosoma tiaratum) je vystřelují do větší vzdálenosti. Jiné druhy vajíčka kladou do různých štěrbin nebo do půdy, některé druhy je nalepují na rostliny.
Nymfy strašilek se do dospělosti svlékají většinou šestkrát, samci někdy pětkrát. U některých druhů je počet svlékání větší či menší, ale opět platí, že samci mají o jedno svlékání méně a dospívají tedy dříve. Před svlékáním se strašilky snaží nalézt vhodné místo, kde se zavěsí hlavou dolů a mají pod sebou dost prostoru. Většinou je zapotřebí vzdušná vlhkost, jinak nymfa zůstane uvězněna ve staré kutikule a zahyne, v lepším případě přijde o jednu nebo více končetin. Strašilky však mají velkou regenerační schopnost a během tří svlékání jsou schopny nahradit ztracenou nohu či tykadlo.

## Chov

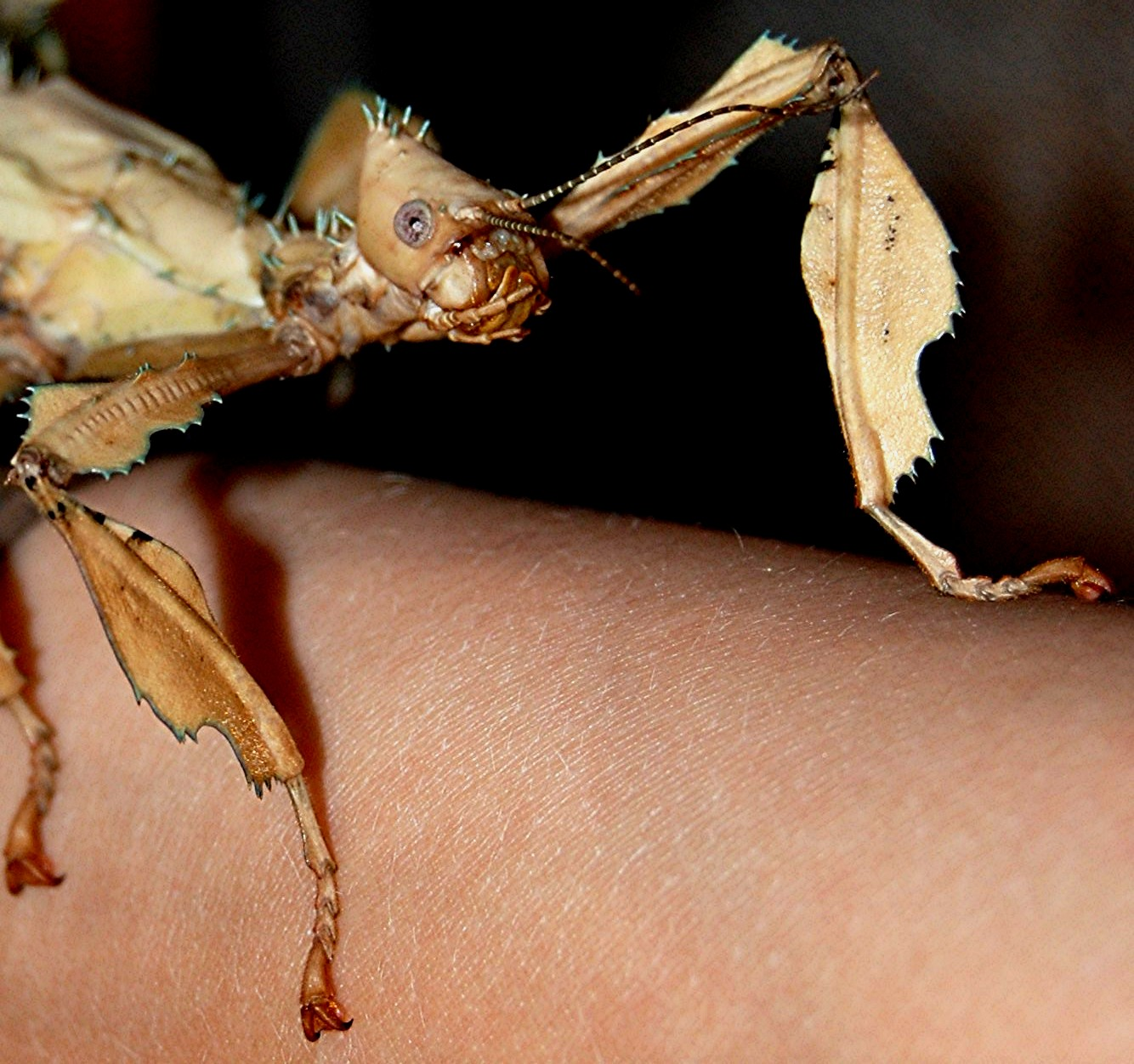
Extatosoma tiaratum - jedna z nejdéle chovaných strašilek

Chov strašilek není příliš náročný. Je třeba jen zajistit správnou velikost a typ insektária, optimální vlhkosti a teploty a samozřejmě pravidelný přísun čerstvé potravy vhodného druhu. V přírodě se strašilky živí různými tropickými rostlinami, pro nás těžko dostupnými. Většina druhů přijímá ochotně některé naše rostliny. Nejčastěji se používá ostružiník, protože některé jeho druhy mají listí i přes zimu. Kromě něj lze krmit i jinými rostlinami čeledi růžovitých (maliník, růže, jahodník, hloh) lískou, dubem, bukem, břízou, lípou a podobně. Některé druhy přijímají jako náhradní potravu pouze kapradiny (Oreophoetes peruana), jiné například rododendron (Asceles sp. “Ban Salok”). Existují samozřejmě i druhy (monofágní), které nežerou nic jiného než svou původní rostlinu a ty tedy můžeme jen těžko chovat.
Některé často chované druhy:
- Bacillus rossius (pakobylka vyzáblá)
- Medauroidea extradentata (pakobylka rohatá)
- Carausius morosus (pakobylka indická)
- Sipyloidea sipylus (pakobylka okřídlená)
- Aretaon asperrimus (strašilka drsná)
- Eurycantha calcarata (strašilka ostruhatá)
- Extatosoma tiaratum (strašilka australská)
- Heteropteryx dilatata (strašilka obrovská)
- Phyllium bioculatum (lupenitka dvouoká)
- Phyllium giganteum (lupenitka obrovská)

## Galerie

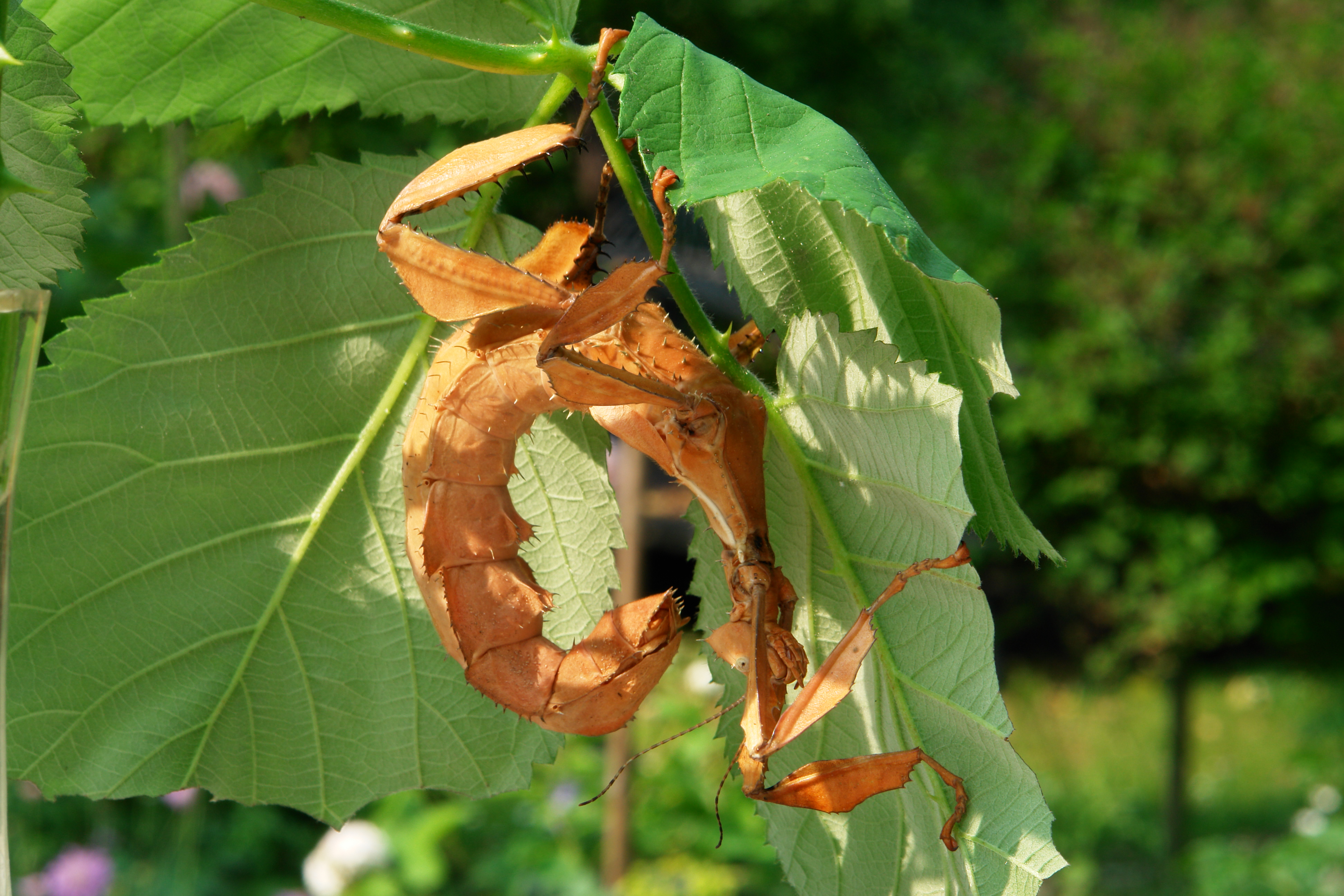
Extatosoma tiaratum
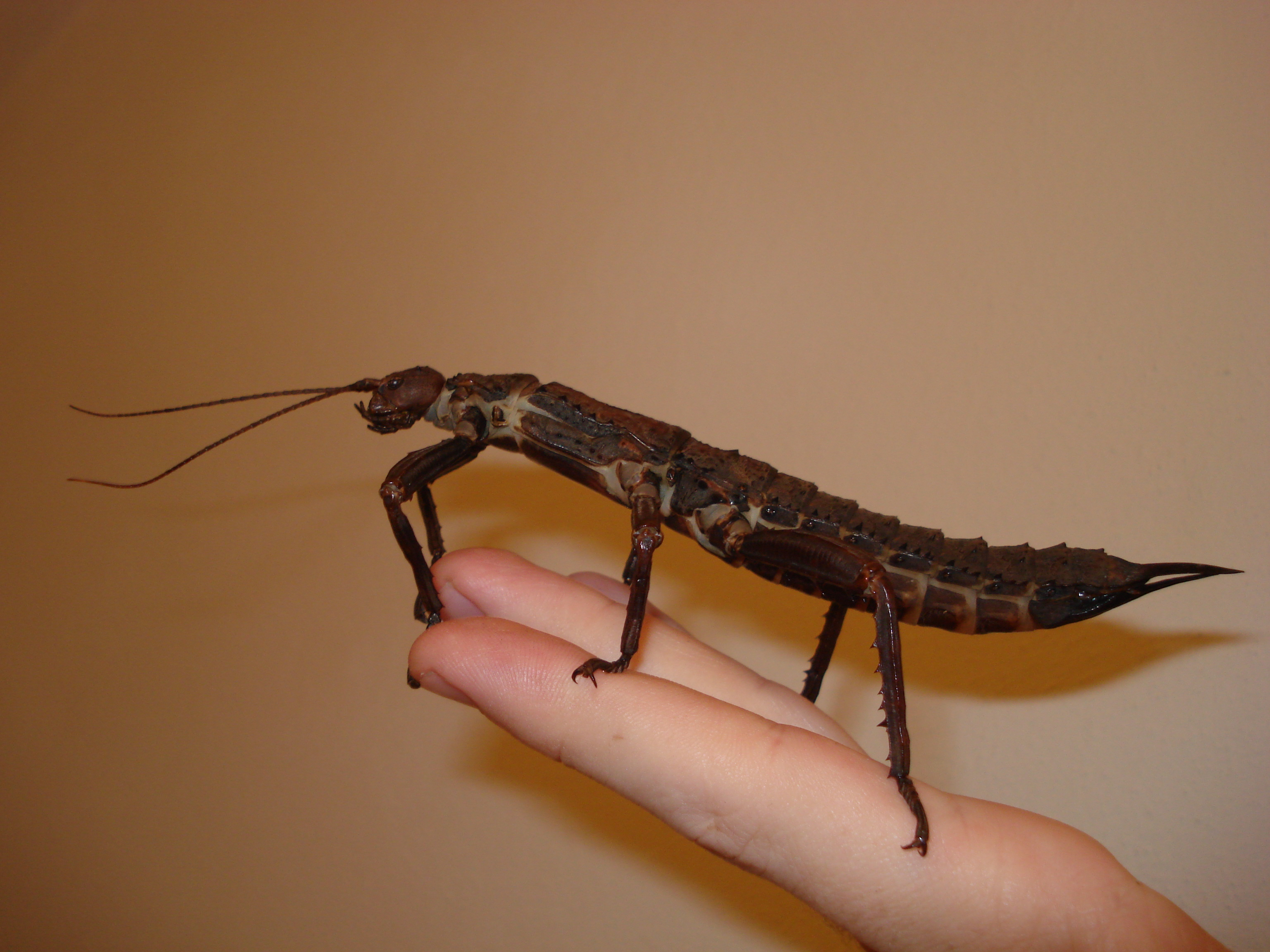
Eurycantha calcarata
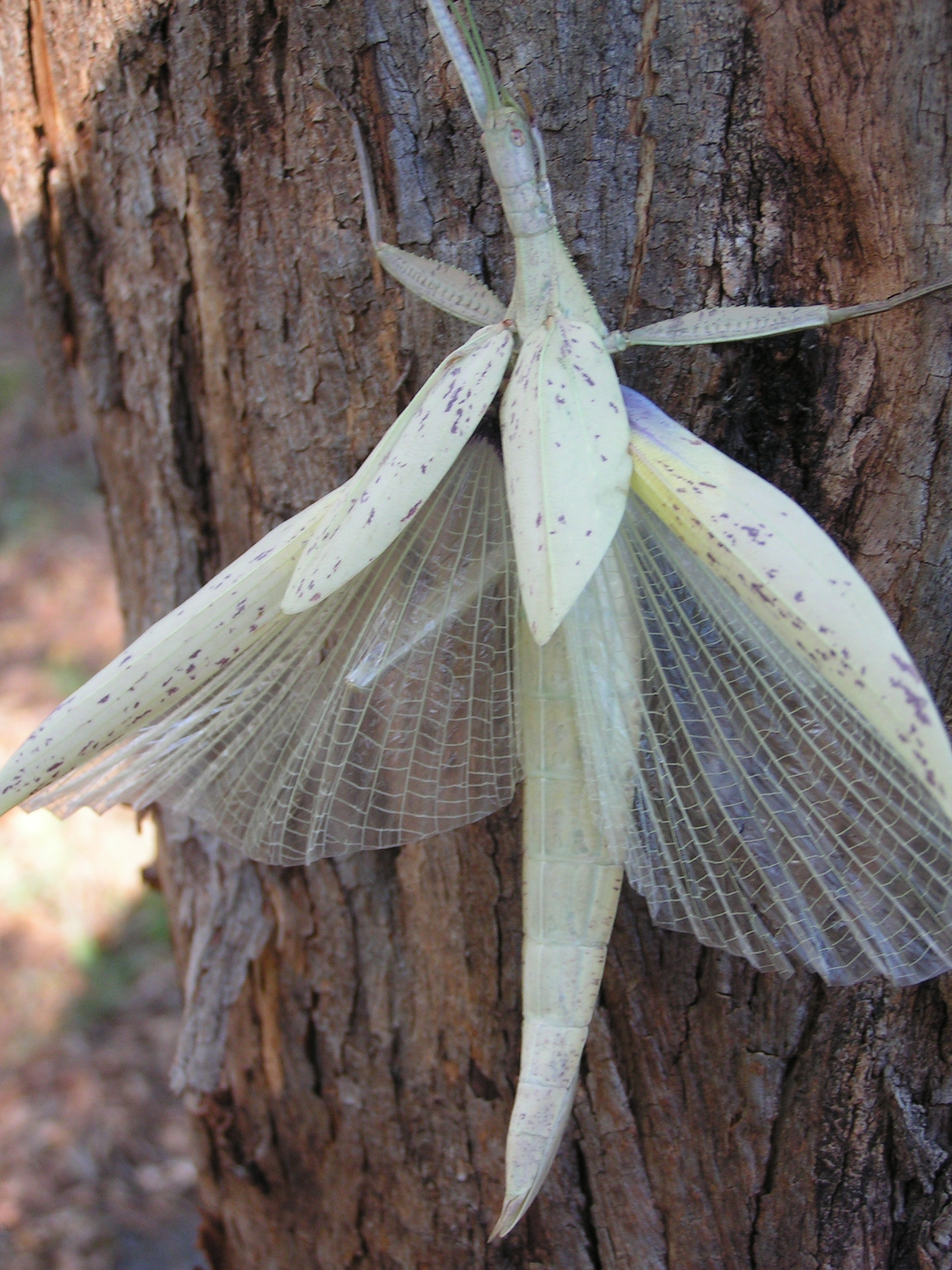
Tropidoderus childrenii
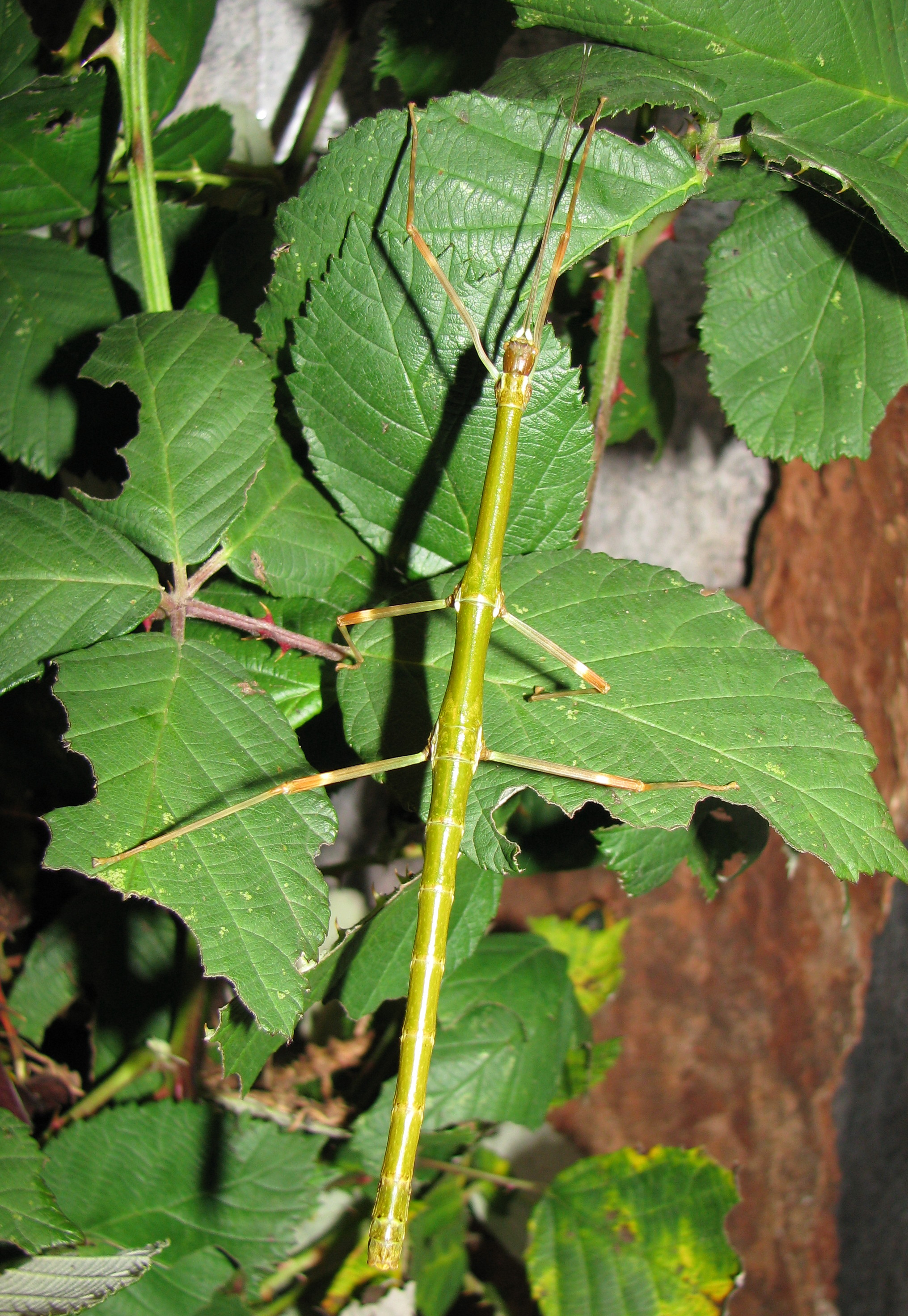
Lonchodiodes samarensis
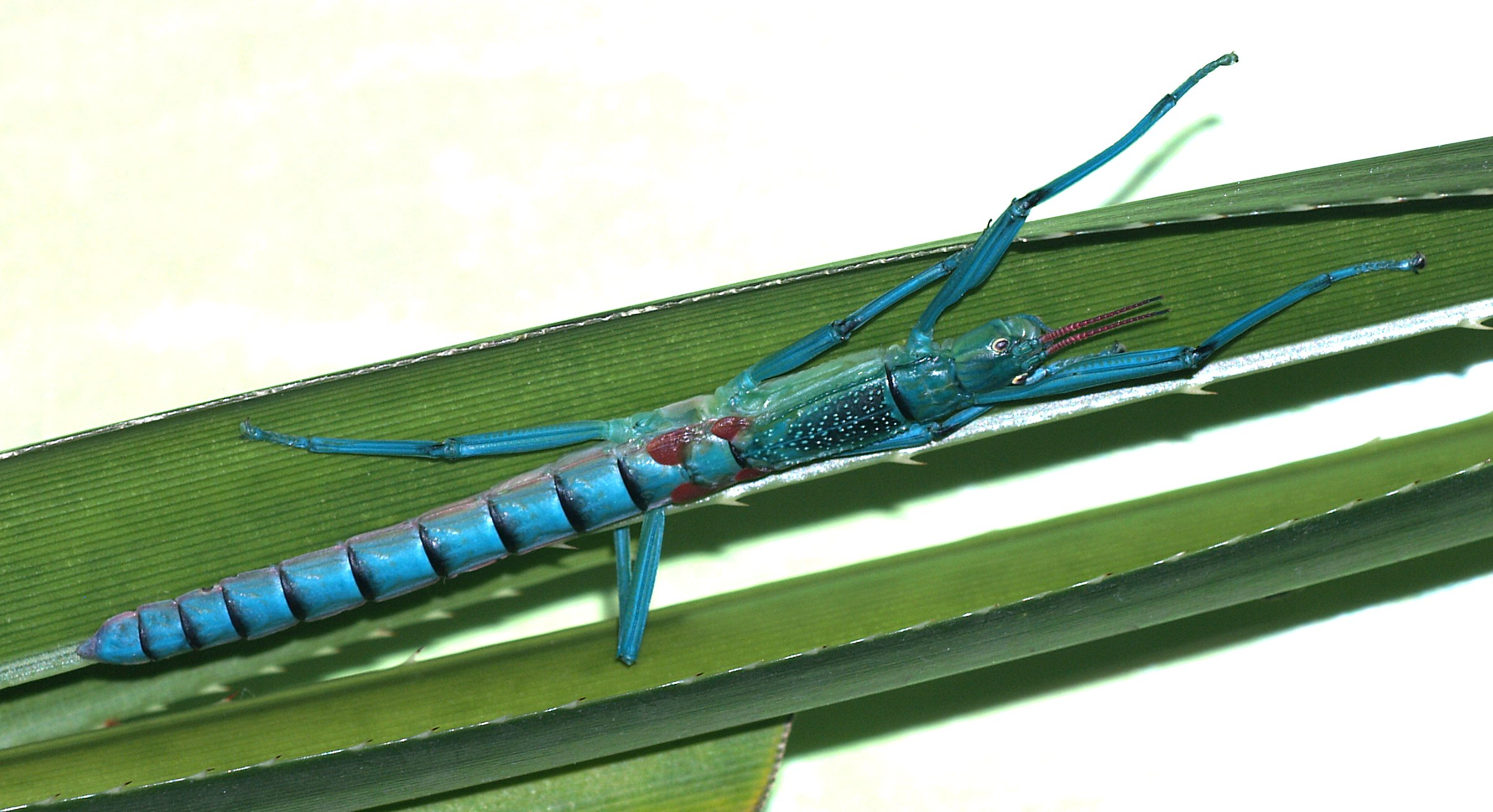
Megacrania batesii
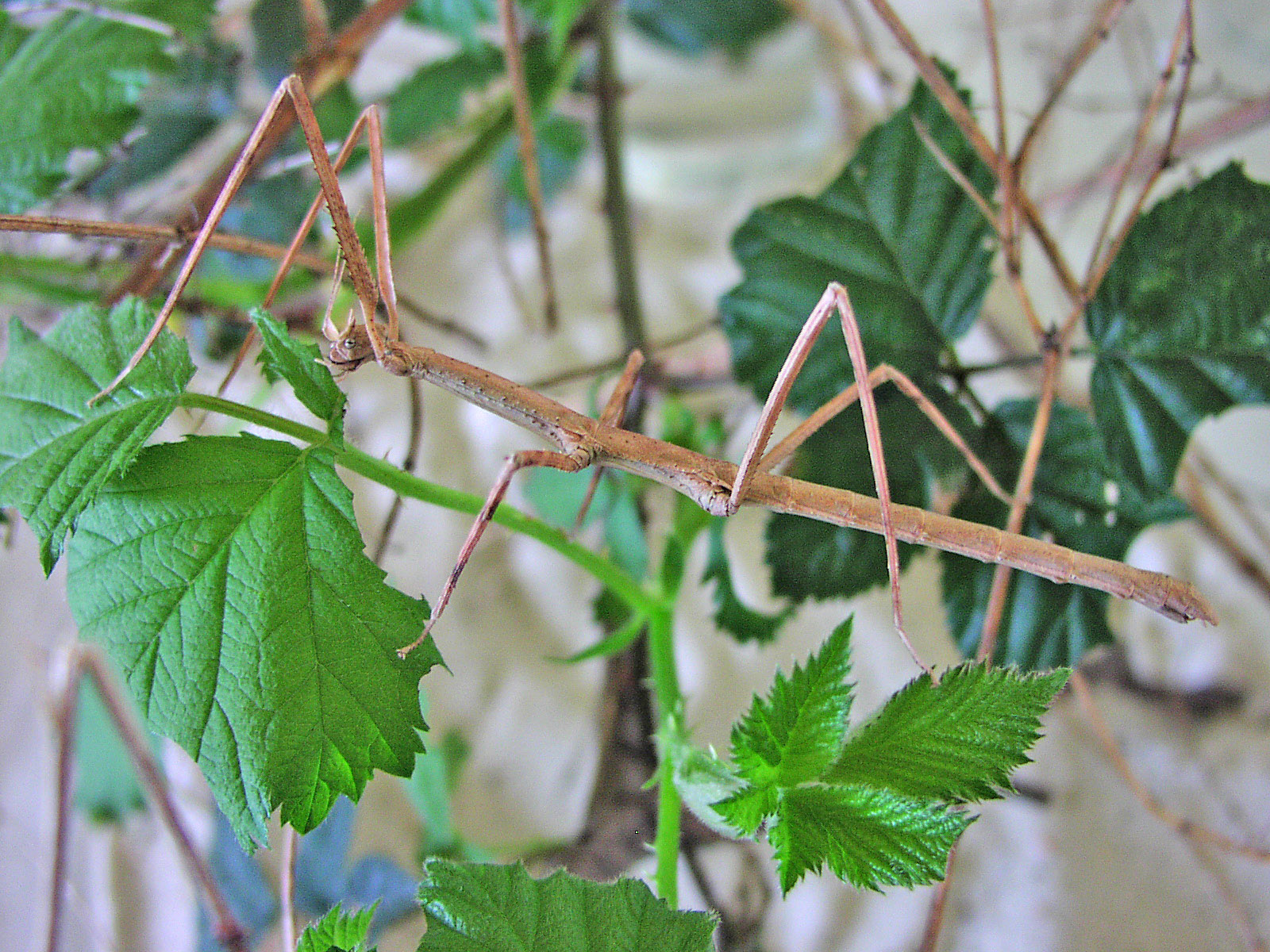
Medauroidea extradentata
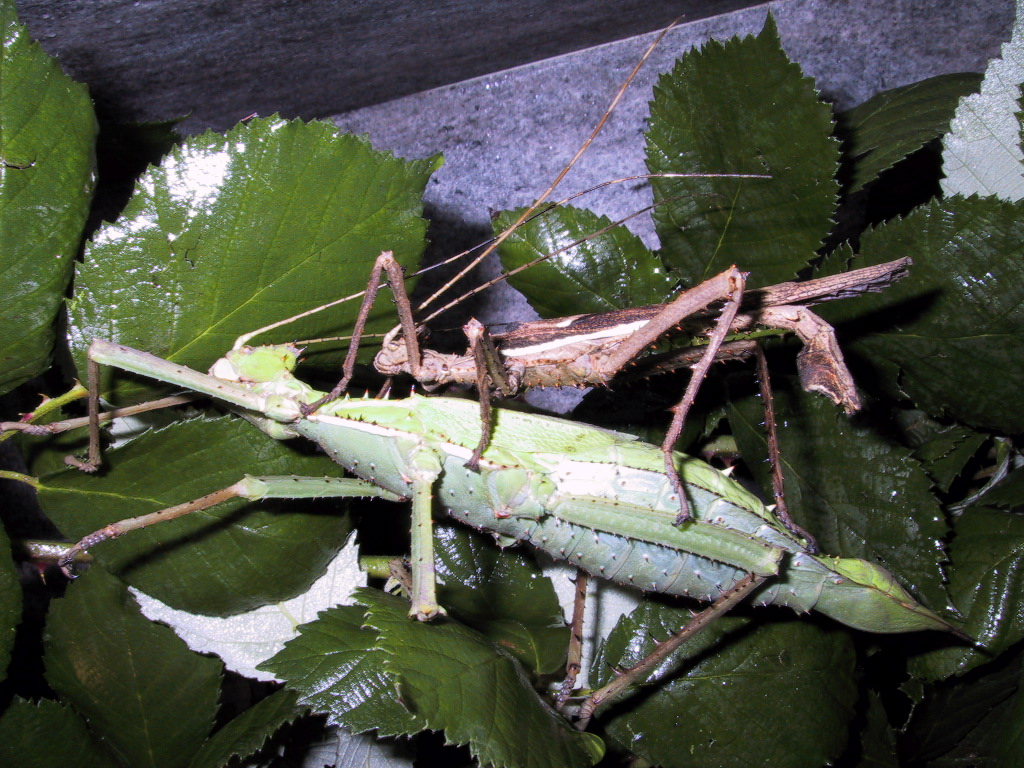
Heteropteryx dilatata
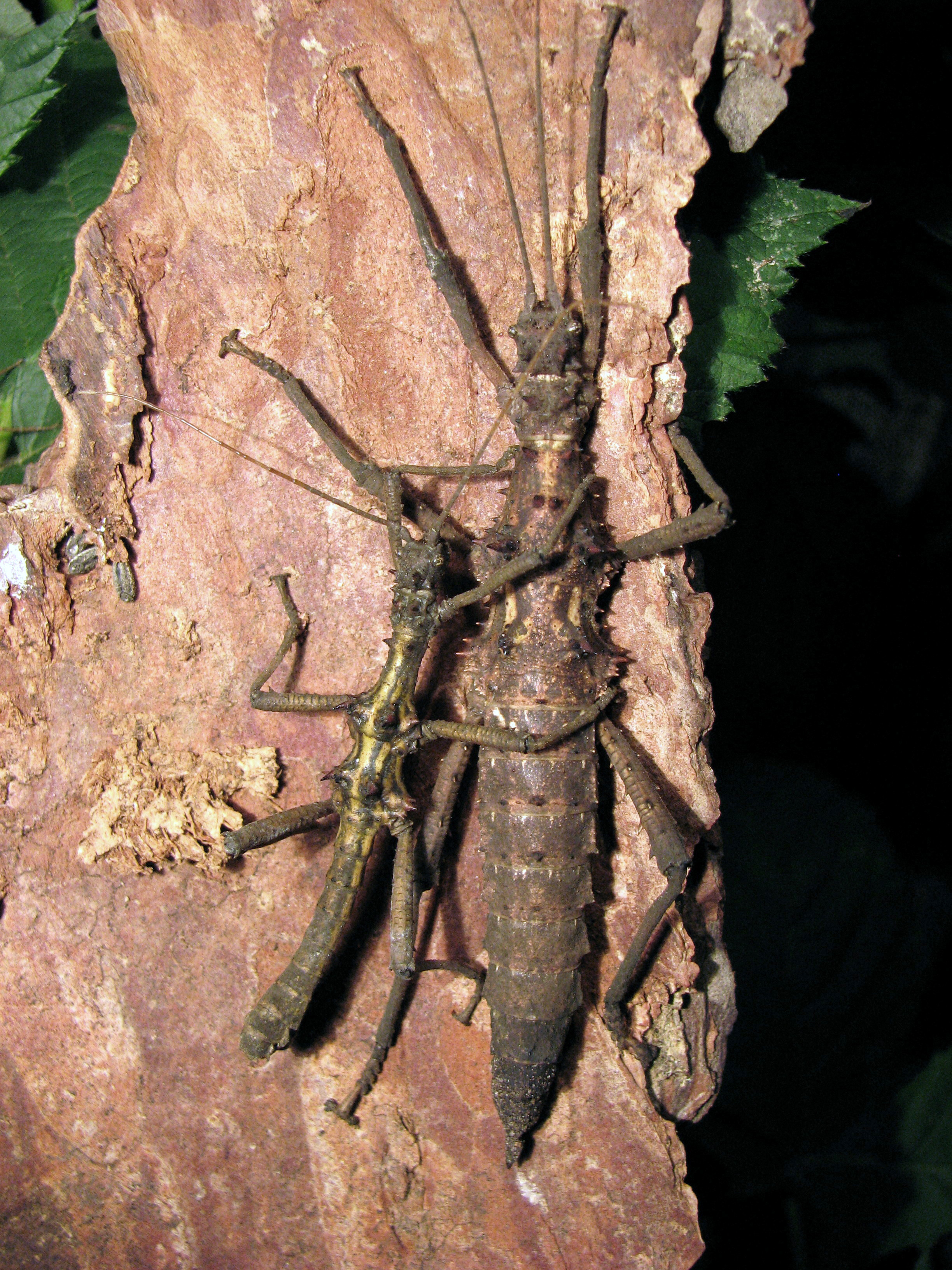
Aretaon asperrimus
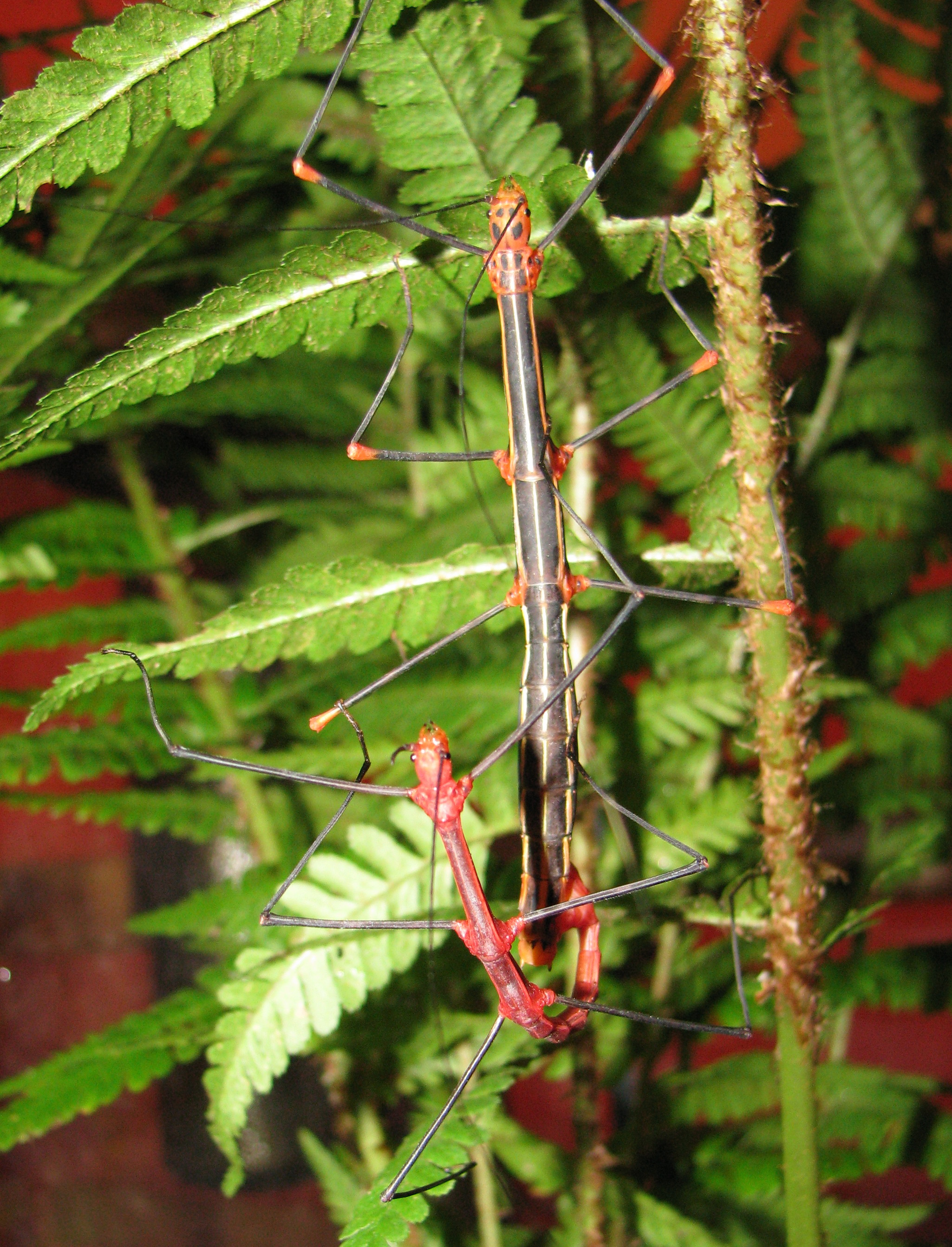
Oreophoetes peruana
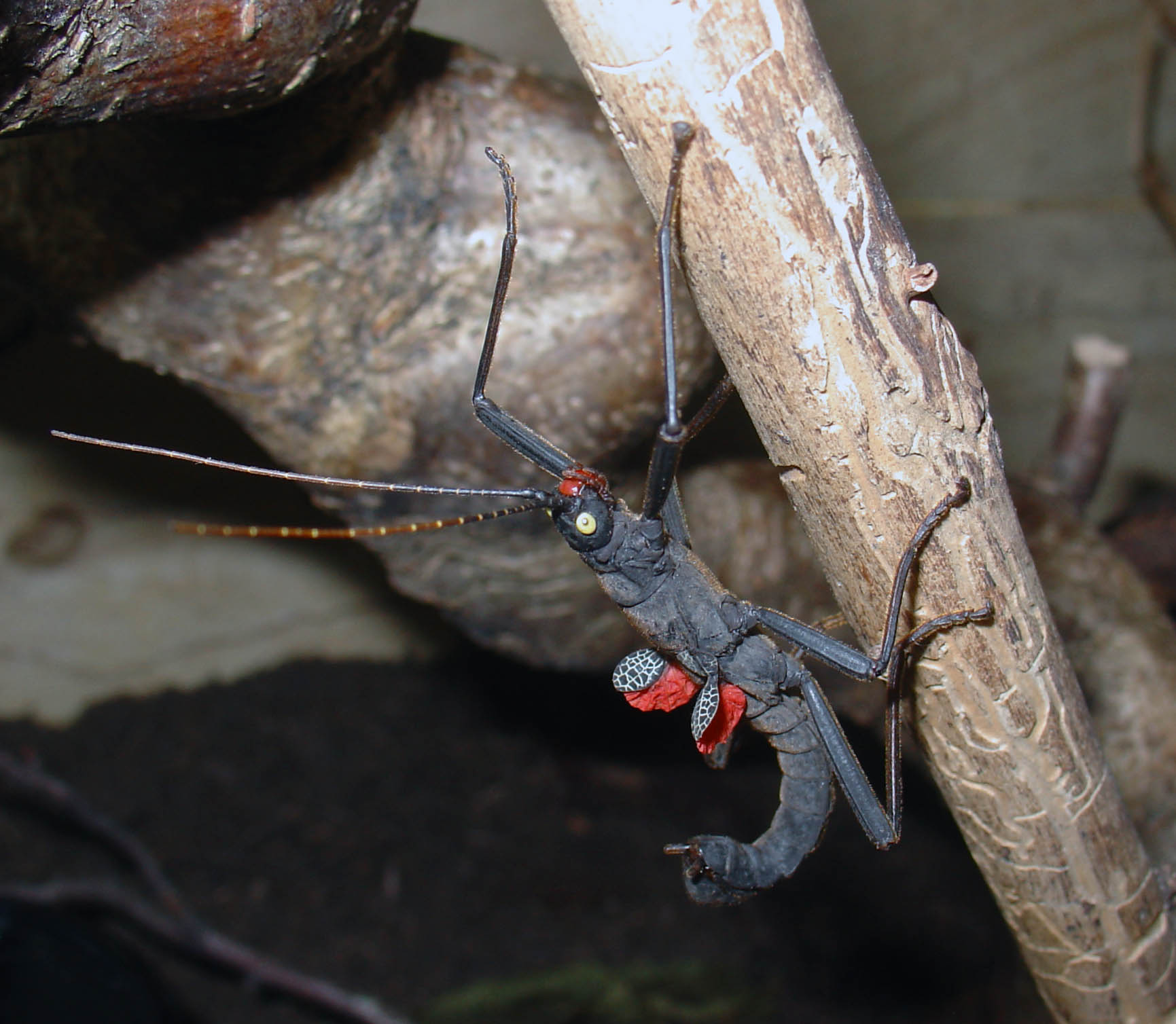
Peruphasma schultei
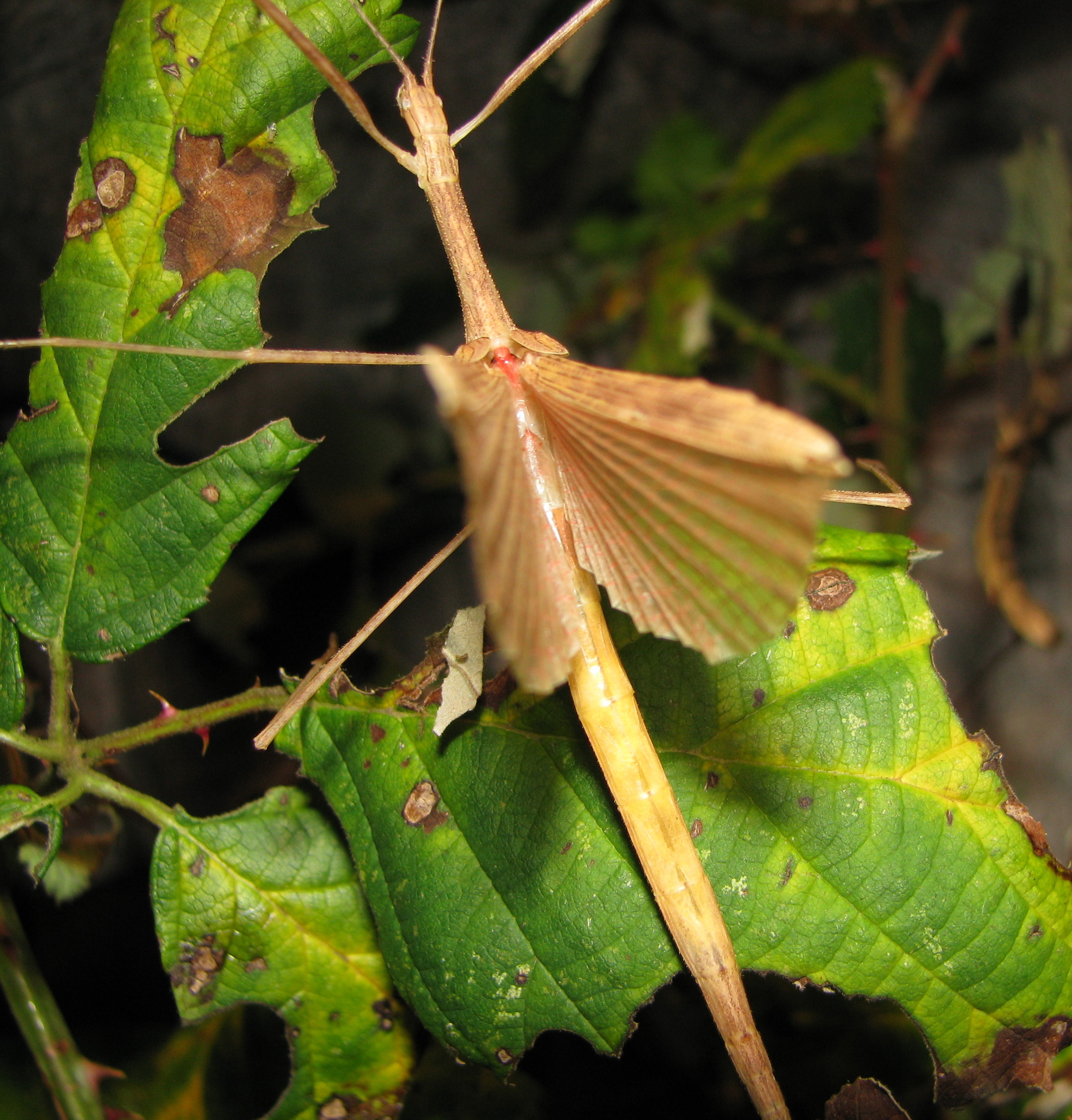
Sipyloidea sipylus
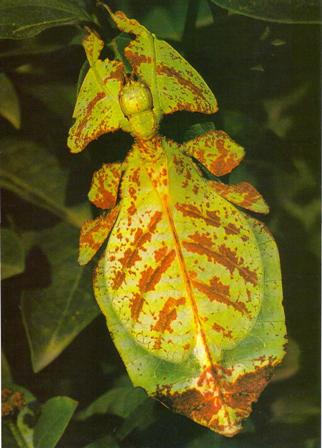
Phyllium bioculatum